# Kosroj I.
Kosroj I. ali Oroz Partski (grško Χοσρόης  [Hosróes]), veliki kralj Partskega cesarstva, ki je s krajšo prekinitvijo leta 116 vladal od leta 109 do 129 n. št.. Na partskem prestolu je nasledil brata Pakorja II. in se do konca svojega vladanja bojeval za prestol z rivalom Vologasom III., ki je imel oblast v vzhodnem delu Partije, * ni znano, † 129.
Bil je sin kralja Vonona II. in njegove grške konkubine. Napadel je Armenijo in na njen prestol posadil najprej svojega nečaka Aksidarja in za njim svojega brata Partamasirja. Prilastitev Armenije je pomenila grob poseg v interesno sfero Rimskega cesarstva, kar je sprožilo vojno z rimskim cesarjem Trajanom.
Trajan je leta 113 napadel Armenijo in zatem Partijo in leta 114 se je Partamasir vdal. Po vdaji so ga ubili, Trajan pa je Armenijo priključil Rimskemu cesarstvu. Iz Armenije je krenil na jug v Mezopotamijo  in leta 116 zavzel Babilon, Selevkijo in nazadnje še Ktezifon. Odstavil je Kosroja I. in na njegov položaj postavil marionetnega kralja, Kosrojevega sina Partamaspata.  V Mezopotamiji sta oblast prevzela Kosrojev brat Mitridat IV. in njegov sin Sanatruk II. in se vojskovala proti Rimljanom, vendar ju je Trajan porazil in razglasil Mezopotamijo za novo provinco Rimskega cesarstva. Konec leta 116 je Trajan preko Huzestanskega gorovja vkorakal v Perzijo in zasedel Suso.
Po Trajanovi smrti so se Rimljani umaknili. Kosroj I. je zlahka porazil Partamaspata in ponovo sedel na partski prestol. Trajanov naslednik Hadrijan se je sprijaznil z novim stanjem vzhodu in priznal Kosroja I. za kralja Partskega cesarstva, Partamaspata za kralja Osroene in Kosroju vrnil hčerko, ki jo je imel v ujetništvo njegov predhodnik. 
Približno od leta 121 dalje je bilo v Partiji v obtoku zelo malo Kosrojevih kovancev in mnogo več Vologasovih, kar bi lahko pomenilo, da je vojna z Rimskim cesarstvom močno oslabila položaj Kosroja I. in okrepila položaj njegovega rivala Vologasa III..
Kosroja I. je nasledil brat Mitridat IV., ki je nadaljeval vojno z Vologasom III..
| Kosroj I. Arsakidska dinastijaRojen: ni znano Umrl: 129 |                                                  |                         |
| Vladarski nazivi                                        |                                                  |                         |
| Predhodnik: Pakor II.                                   | Veliki kralj (šah) Partskega cesarstva 109 – 116 | Naslednik: Partamaspat  |
| Predhodnik: Partamaspat                                 | Veliki kralj (šah) Partskega cesarstva 117 – 129 | Naslednik: Mitridat IV. |